# Isaiah Piñeiro
Isaiah Piñeiro (Auburn, California; 5 de febrero de 1995) es un jugador de baloncesto estadounidense que pertenece a la plantilla del Mersin MSK de la Basketbol Süper Ligi, la máxima división turca. Con 2,01 metros de estatura, juega en la posición de alero. Es miembro además de la selección de Puerto Rico.

## Trayectoria deportiva

### Universidad
Piñeiro comenzó su carrera universitaria en el Sierra College, donde permaneció una temporada, promediando 15,4 puntos y 7,4 rebotes por partido. En 2015 accedió a la División I de la NCAA, tras ser reclutado por los Vikings de la Universidad Estatal de Portland, donde jugó una temporada en la que promedió 12,0 puntos, 5,5 rebotes, 1,1 asistencias y 1,1 robos de balón por partido.
La temporada 2016-17 la pasó en blanco debido a la normativa de la NCAA por su traspaso a los Toreros de la Universidad de San Diego, donde jugó dos temporadas más, en las que promedió 17,3 puntos, 7,9 rebotes, 2,1 asistencias y 1,2 robos de balón. Fue incluido en ambas en el mejor quinteto de la West Coast Conference.

#### Estadísticas
| Año     | Equipo         | PJ  | PT | MPP  | %TC  | %3P  | %TL  | RPP | APP | ROB | TPP | PPP  |
| ------- | -------------- | --- | -- | ---- | ---- | ---- | ---- | --- | --- | --- | --- | ---- |
| 2015–16 | Portland State | 31  | 20 | 22.8 | .507 | .321 | .763 | 5.5 | 1.1 | 1.1 | .5  | 12.0 |
| 2017–18 | San Diego      | 34  | 30 | 28.1 | .491 | .346 | .783 | 6.2 | 2.1 | 1.2 | .8  | 15.7 |
| 2018–19 | San Diego      | 36  | 36 | 34.7 | .487 | .336 | .820 | 9.4 | 2.1 | 1.2 | .5  | 18.8 |
| Total   | Total          | 101 | 86 | 28.8 | .493 | .338 | .794 | 7.1 | 1.8 | 1.2 | .6  | 15.7 |

### Profesional
Tras no ser elegido en el Draft de la NBA de 2019, se unió a los Sacramento Kings para disputar las Ligas de Verano de la NBA, en las que promedió 4,4 puntos y 2,2 rebotes en los ocho partidos que jugó. En julio firmó contrato con los Kings para disputar la pretemporada, pero fue cortado en el mes de octubre. Finalmente recaló en su filial de la G League, los Stockton Kings.
El 1 de julio de 2021, firma por el Darüşşafaka S.K. de la BSL.
El 3 de enero de 2024 fichó por el Zunder Palencia de la liga ACB.
El 25 de julio de 2024, firma por el Mersin MSK de la Basketbol Süper Ligi, la máxima división turca.

### Selección nacional
Durante agosto y septiembre de 2023 fue integrante de la selección de Puerto Rico que participó en el Mundial de 2023 celebrado en Asia, y que finalizó en decimosegundo lugar.
Entre julio y agosto de 2024 fue parte de la selección absoluta de Puerto Rico, que disputó los Juegos Olímpicos de París, finalizando en decimosegunda posición.